# Marc-Robin Visscher
Marc-Robin Visscher (Melissant, 10 juli 1969) is een Nederlandse journalist.
Marc-Robin Visscher studeerde journalistiek aan de School voor Journalistiek in Utrecht. Hij liep stage bij Het Gebouw van de VPRO-radio, waar hij in 1991 parttime bleef werken.
Tegelijk schreef hij voor de jongerenkrant de Primeur.
In 1997 trad Marc-Robin Visscher in dienst bij de NOS.
Bij het Radio 1 Journaal is hij algemeen verslaggever met als specialisatie cultuur. "Ik weet niet wie de luisteraar is," zegt Marc-Robin Visscher. "Ik ben mezelf. Ik wil alles weten. En ook wat de mensen om mij heen er van vinden. Ik probeer voor zover mogelijk een stemming te creëren waarbij mensen hun schild een beetje laten zakken en iets van zichzelf laten zien."